# Rovena Stefa

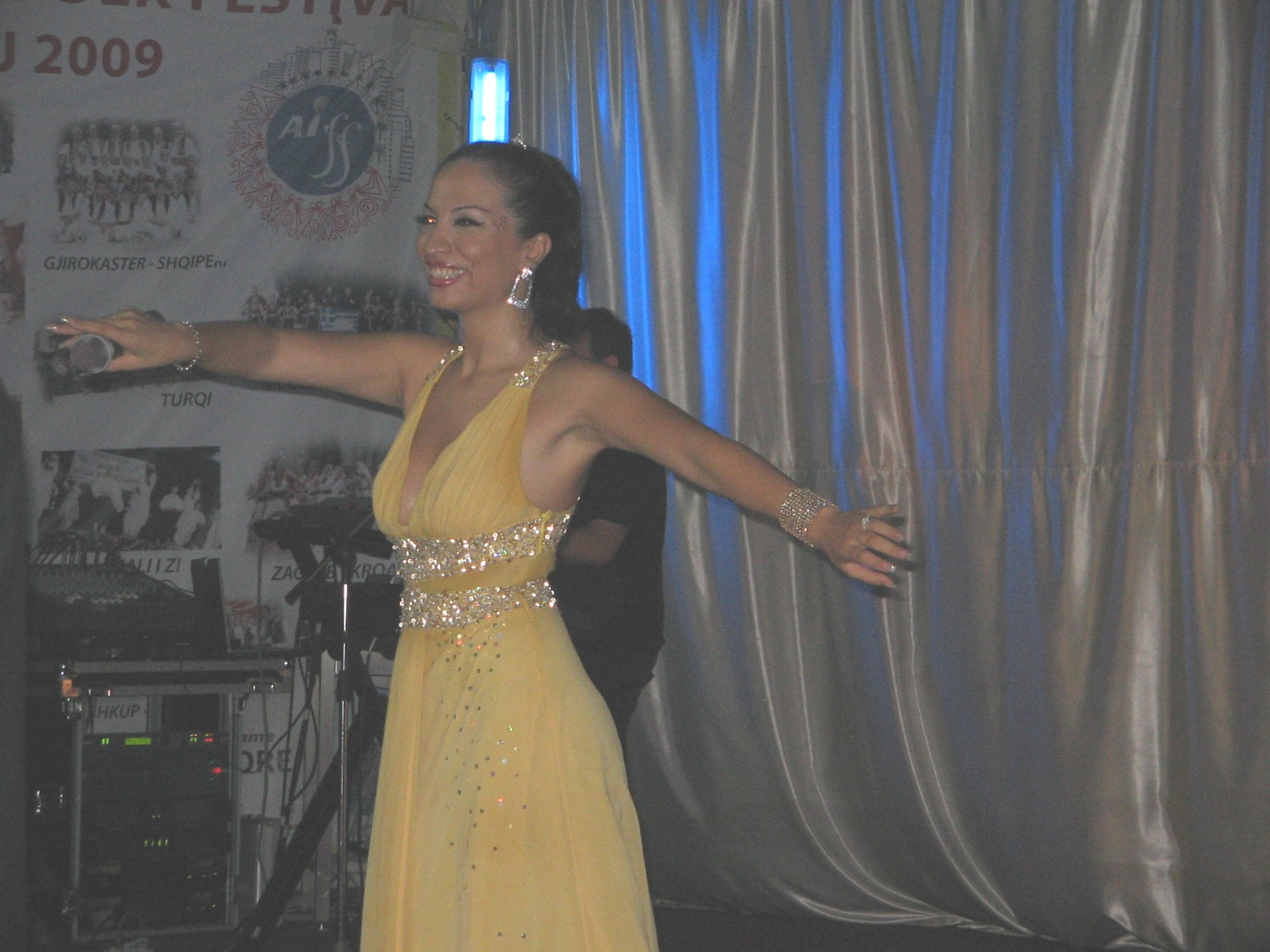
Rovena Stefa bei einem Live-Konzert in Durrës (2009)

Rovena Stefa (* 27. April 1979 in Fier) ist eine albanische Sängerin und Musikproduzentin.

## Leben
Sie lebt und arbeitet in Priština, Kosovo, wo sie ihr Tonstudio Te Rovi führt. Neben Volksliedern singt sie auch im Pop- und Turbofolk-Stil. Ihr erstes Album Bie Dëbore erschien 2002 und war bisher ihr größter Erfolg.
Im US-amerikanischen Action-Thriller Dead Man Down vom Jahr 2013 war Rovena Stefas Lied Çka Më Ka Syni aus dem Album Dasma (2004) einer der Filmtracks. Der Song ist eine Adaption eines typisch albanischen Volksliedes.

## Diskografie

### Alben
- 2002: Bie Dëborë
- 2003: Paraja
- 2004: Dasma
- 2005: Llokum
- 2008: Lum e lum

### Singles (Auswahl)
- 2002: Me ben magji (Original: Burcu Güneş – Uzak Değilim)
- 2004: Dasma (Original: Gülben Ergen – Kandıramazsın Beni)
- 2004: Jam embelsire (Original: Gülben Ergen – Uçacaksın)
- 2004: Zemer (Original: Yalın – Zalim)
- 2008: Burrë Të Martuar Unë Dashurova
- 2009: Malli
- 2012: Kanagjegji
- 2012: Per nje kafe (mit Altin Shira)
- 2021: Potpuri (mit Durim Malaj)
- 2022: Vallah (mit Sedat Rama)